# Adelmunda Brandl
Adelmunda Brandl (* 1906; † 1986) war eine Lehrerin und Schwester aus dem Orden der Dillinger Franziskanerinnen.

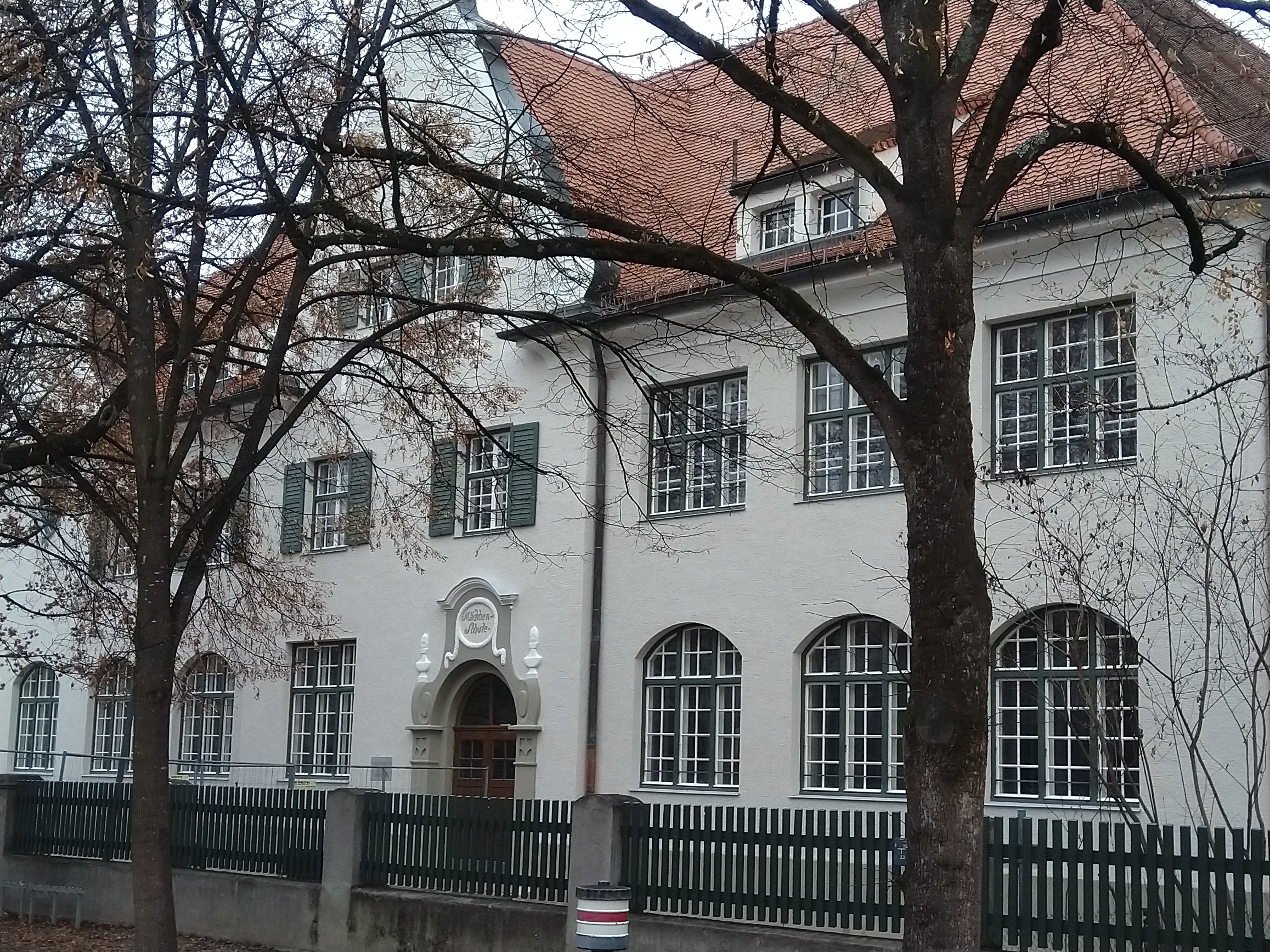
Ehemalige Mädchenschule am Pfanzeltplatz in Perlach

Von 1951 bis 1975 (mit einer mehrjährigen Pause bis 1963) leitete sie als Oberin ihren Konvent. Sie war Lehrerin (ab 1937), dann Konrektorin (ab 1948) und ab 1951 Rektorin der Mädchengrundschule in Perlach. Am 1. August 1973 übergab sie die Schule an Adolf Hackenberg, den Rektor der Grundschule am Pfanzeltplatz 10, womit die Mädchengrundschule ein Teil dieser Grundschule wurde.
Posthum im Jahr 1990 wurde das damalige Bäckergaßl in Ramersdorf-Perlach zu Ehren Adelmundas in Schwester-Adelmunda-Weg umbenannt.